# Abdoulie Mansally
Abdoulie Mansally (ur. 27 stycznia 1989 w Bandżulu) – gambijski piłkarz występujący na pozycji napastnika.

## Kariera klubowa
Mansally seniorską karierę rozpoczynał w 2006 roku w Realu Bandżul. W 2007 roku trafił do amerykańskiego New England Revolution. W MLS zadebiutował 7 października 2007 roku w przegranym 1:2 pojedynku z Chicago Fire. W tym samym roku wywalczył z zespołem wicemistrzostwo MLS. 10 kwietnia 2008 roku w wygranym 3:1 spotkaniu z Kansas City Wizards strzelił pierwszego gola w MLS. W 2012 przeszedł do Real Salt Lake, a w 2016 do Houston Dynamo.

## Kariera reprezentacyjna
Mansally jest byłym członkiem kadry Gambii U-17 oraz U-20. Był uczestnikiem Mistrzostw Świata U-17 w 2005 roku oraz Mistrzostw Świata U-20 w 2007 roku. W pierwszej reprezentacji Gambii zadebiutował 14 czerwca 2008 roku w wygranym 1:0 meczu eliminacji Mistrzostw Świata 2010 z Algierią.